# Pays de Bourges
Le Pays de Bourges est une dénomination d'un territoire non strictement défini situé autour de la ville Bourges, dans le département du Cher, en France. 
Historiquement et géographiquement, l'on peut considérer une commune comme étant du Pays de Bourges lorsque celle-ci se situe à plus ou moins 22-23 kilomètres du centre-ville de Bourges. Ces 22-23 kilomètres correspondant aux sept lieues à la ronde visible depuis le toit de la plus haute tour de la cathédrale Saint-Etienne. Sept lieues ayant, notamment, donné son nom a la communauté de communes de la Septaine, a l'est du pays. 
La communauté d'agglomération Bourges Plus, la CC Cœur du Berry, la CC Terres du Haut Berry, la CC de la Septaine, le Pays Florentais, la CC Arnon Boischaut Cher sont les intercommunalités situées entièrement ou en partie sur le Pays de Bourges. 
Il existe un syndicat mixte de développement depuis 1997 créé dans le cadre de la Loi Pasqua du 4 février 1995 : http://www.paysdebourges.fr/le-pays-de-bourges/

## Chiffres
- (+/-) 1 500 km2

- (+/-) 145 000 hab
- (+/-) 94 hab/km2

## Villes (agglomérations de plus de 2 000 habitants)
- Bourges (84 321 hab)
- Mehun-sur-Yèvre (7 000 hab)
- Saint-Florent-sur-Cher (7 000 hab)
- Avord (2600 hab)
- Marmagne/Berry-Bouy (3200 hab)
- Saint-Martin-d'Auxigny/Saint-Georges-sur-Moulon (3000 hab)
- La Chapelle-Saint-Ursin (3300 hab)